# Boukhanafis
Boukhanafis (em árabe: بو خنيفيس), também escrita Boukhenifis, é uma comuna localizada na província de Sidi Bel Abbès, Argélia. De acordo com o censo de 2008, a população total da cidade era de 10 520 habitantes.